# Gouverneur von Montevideo
Das Amt des Gouverneurs von Montevideo (die Gobernación de Montevideo) wurde kurz nach dem Vertrag von Madrid im Jahre 1750 von Ferdinand dem VI. von Spanien geschaffen, um eine effizientere Kontrolle des Gebietes am linken Ufer des Río de la Plata zu gewährleisten, welches als Folge des Vertrages Spanien zugeschlagen worden war. Dabei unterstand er in militärischer Hinsicht direkt dem spanischen König, war aber ansonsten weiterhin dem Capitanat de las Provincias Unidas und somit Buenos Aires zugeordnet.

## Gouverneure
Die Gouverneure von Montevideo zwischen 1751 und 1814 waren:
- José Joaquín de Viana (14. März 1751 bis 8. April 1764)
- Agustín de la Rosa (8. April 1764 bis 1771)
- José Joaquín de Viana (1771 bis Februar 1773)
- Joaquín del Pino Sánchez de Rojas (Februar 1773 bis 2. August 1790)
- Miguel de Tejada (übergangsweise) (1790)
- Antonio de Olaguer y Feliú (1790 bis 11. Februar 1797)
- José de Bustamante y Guerra (11. Februar 1797 bis 1804)
- Pascual Ruiz Huidobro (1804 bis 3. Februar 1807)

Am 3. Februar 1807 besetzten britische Truppen Montevideo, enthoben Gouverneur Ruiz Huidobro seines Amtes und nahmen ihn gefangen. Die Briten hielten die Stadt sodann bis zum 9. September 1807, als sie von den Spaniern zurückerobert werden konnte. Unmittelbar darauf wurde das Amt des Gouverneurs wiederbesetzt:
- Francisco Javier de Elío (9. September 1807 bis April 1810)
- Joaquín de Soria y Santa Cruz (April bis Oktober 1810) und Cristóbal Salvañach
- Gaspar de Vigodet (in zeitgenössischen Dokumenten auch „Bigodé“ genannt) (7. Oktober 1810 bis Januar 1811)
- Francisco Javier de Elío (Januar bis 18. November 1811) (2. Amtszeit)
- Gaspar de Vigodet (18. November 1811 bis 23. Juni 1814) (2. Amtszeit)

Am 23. Juni 1814 drangen argentinische und uruguayische Truppen unter der Führung von Carlos María de Alvear in Montevideo ein und beendeten die spanische Herrschaft über die Stadt.
Die nun folgende Revolutionsregierung der Vereinigten Provinzen des Rio de la Plata, der Director Supremo de las Provincias Unidas del Río de la Plata, behielt das Amt des Gouverneurs von Montevideo bei und benannte den Nachfolger:
- Nicolás Rodríguez Peña (Juli bis August 1814)
- Miguel Estanislao Soler (August 1814 bis Februar 1815)

Am 25. Februar 1815 überließen die argentinischen Truppen Montevideo José Gervasio Artigas, der während seiner Herrschaft über Uruguay zwei abgeordnete Gouverneure ernannte. Dies waren die beiden letzten offiziellen Inhaber dieses Titels:
- Fernando Otorgués (26. Februar[1] bis 29. Juli 1815)
- Miguel Barreiro (29. Juli 1815 bis 20. Januar 1817)

Das Amt endete mit der zweiten portugiesischen Invasion Uruguays im Juli 1816.